# Basarökonomie
Die Basarökonomie ist eine 2005 aufgestellte volkswirtschaftliche Hypothese von Hans-Werner Sinn. Sie besagt, dass in bestimmten Volkswirtschaften, insbesondere in Deutschland, der Anteil der inländischen Wertschöpfung an der Industrieproduktion, im Laufe der Zeit immer weiter zurückgehe. Im Gegenzug nehme der Anteil der aus dem Ausland bezogenen Vorleistungen zu. Außerdem geht Sinn von der Annahme aus, dass Deutschland sich für den Export überspezialisiere und die Wertschöpfung sich deswegen im Export schneller als die gesamtwirtschaftliche Wertschöpfung erhöhe. Die Hypothese erhielt insbesondere in der Diskussion um den bis 2008 reklamierten Titel Exportweltmeister für Deutschlands Außenhandel öffentliche Aufmerksamkeit.

## Begründung
Als Begründung seiner Hypothese erklärt der Ökonom Hans-Werner Sinn, in Deutschland habe es für einfache Arbeit hohe und starre Löhne gegeben, die der internationalen Niedriglohnkonkurrenz nicht nachgäben. Man kann das Argument am besten verstehen, wenn man zunächst die Reaktion einer wohlfunktionierenden Ökonomie mit flexiblen Löhnen auf eine internationale Niedriglohnkonkurrenz betrachtet (Fall des Eisernen Vorhangs, Integration der ex-kommunistischen Länder in den Welthandel). Eine solche Ökonomie würde einen Teil der arbeitsintensiven Binnensektoren (z. B. Textilien oder Leder) schließen und durch Importe ersetzen. Das Kapital, die qualifizierte Arbeit und die einfache Arbeit werden freigesetzt und wandern in die kapital- und wissensintensiven Exportsektoren. Wegen der höheren Kapitalintensität der Produktion in diesen Sektoren entstünde bei starren Löhnen Arbeitslosigkeit, weil nicht alle einfachen Arbeiter mitgenommen werden. Doch in einer wohlfunktionierenden Ökonomie wird die Arbeitslosigkeit durch sinkende Löhne vermieden, denn die sinkenden Löhne bremsen den Strukturwandel und verlangsamen in allen Sektoren den Ersatz einfacher Arbeit durch Maschinen. Es findet nur eine maßvolle Vernichtung der Wertschöpfung in den Binnensektoren statt, die durch die Erhöhung der Wertschöpfung im Export überkompensiert wird. Wenn nun im Gegensatz zu dieser Entwicklung die Löhne für einfache Arbeit starr sind, ist die Bremse für den Strukturwandel blockiert. Die Binnensektoren werden im Übermaß erodiert und zu viel Kapital und qualifizierte Arbeit wandern in den Export, was eine übermäßige Verlagerung der Wertschöpfung von den Binnensektoren in die Exportsektoren impliziert. Der Anteil der Wertschöpfung im Export am Bruttoinlandsprodukt steigt und es entsteht ein pathologischer Exportboom, der mit Arbeitslosigkeit einhergeht, weil in den Binnensektoren mehr einfache Arbeiter freigesetzt werden, als in Exportsektoren neu eingestellt werden können. Das Sozialprodukt, also die Summe der Wertschöpfungen aller Sektoren, schrumpft gegen den Trend, weil im Export weniger entsteht, als in den Binnensektoren verloren geht.
Der übermäßige Strukturwandel hat eine horizontale und eine vertikale Komponente. Erstens wandert zu viel Kapital von den klassischen Sektoren wie Textil- oder Lederproduktion in die modernen Sektoren wie Automobilbau oder chemische Industrie. Zweitens wandert zu viel Kapital von den kundenfernen und arbeitsintensiven Produktionsstufen der Exportindustrie in die kundennahen und kapitalintensiven Endstufen dieser Industrie (Basar-Effekt). Die Folge ist, dass sich die Wertschöpfung im Export im Übermaß entwickelt und der Anteil der heimischen Wertschöpfung an den Exportmengen fällt. Zusammen genommen impliziert dies eine übermäßige Aufblähung der Exportmengen, die die übermäßige Aufblähung der Wertschöpfung im Export noch übertrifft.
, den der deutsche Warenhandel bis 2008

## Rezeption
Die Hypothese der Basarökonomie ist umstritten. Umstritten sind erstens die empirischen Daten der Hypothese, zweitens die Interpretation der Daten im Sinne einer tatsächlichen Arbeitsteilung als „Basar“-Ökonomie und schließlich die Bewertung der Standortqualitäten Deutschlands.
Der Sachverständigenrat zur Begutachtung der gesamtwirtschaftlichen Entwicklung fasst die Basarökonomiethese wie folgt zusammen: Die gestiegenen Exporte spiegeln zwar die hohe Leistungsfähigkeit deutscher Exportunternehmen wider, aber nicht die Leistungsfähigkeit der deutschen Exportwirtschaft, da die Wertschöpfung im Inland sinke und stattdessen zunehmend auf ausländische Vorleistungen zurückgegriffen werde. Diese These sieht der Sachverständigenrat für die betrachteten 1990er Jahre empirisch als widerlegt an. „Zum einen haben sich die inländischen Wertschöpfungsanteile aus der Exporttätigkeit verringert, zum anderen hat der Mengeneffekt kräftig gestiegener Exporte insbesondere seit Mitte der neunziger Jahre trotz eines gesunkenen Wertschöpfungsanteils die durch die Exporte induzierte Wertschöpfung in der Gesamtwirtschaft und im Verarbeitenden Gewerbe relativ zu derjenigen der übrigen Wirtschaftsbereiche erhöht.“ Zwischen den Jahren 1991 und 2002 ist der ausländische Wertschöpfungsanteil an den deutschen Exporten zwar von 26,7 Prozent auf 38,8 Prozent gestiegen. Trotz sinkender inländischer Wertschöpfungsanteile hat sich die inländische Wertschöpfung aber erhöht, da die Exporte in diesem Zeitraum stark gestiegen waren. Die Beschäftigtenzahl im produzierenden Sektor ist in den 1990er Jahren generell gesunken. Die Zahl der exportabhängig Erwerbstätigen im produzierenden Sektor ist zwischen 1995 und 2000 allerdings entgegen dem Trend gestiegen. „Zumindest mit Blick auf die Exporttätigkeit des Verarbeitenden Gewerbes ließ sich zeigen, dass sich die Befürchtungen nachteiliger Folgen für die Beschäftigung im Inland nicht bestätigt haben, sondern per saldo zusätzliche Arbeitsplätze generiert wurden.“
Peter Bofinger und Rudolf Hickel widersprechen der Basarhypothese (siehe Weblinks), mit dem Hinweis, dass zwar die Wertschöpfung im Export pro Stück gesunken sei, dass aber die Stückzahl so stark zugenommen habe, dass dadurch die inländische Wertschöpfung im Export gestiegen sei.
Auch das Institut der deutschen Wirtschaft bestreitet die Hypothese der Basarökonomie, verweist jedoch in einer eigenen Studie auf einen bestehenden Basareffekt. Darin wird erklärt, dass zwar der Anteil der importierten Vorleistungen am Export in Deutschland gestiegen sei, was aber völlig normal sei in einer Welt der zunehmenden Arbeitsteilung. Außerdem sei der Beitrag der Exporte zur inländischen Bruttowertschöpfung nirgends so stark angestiegen wie in Deutschland, was auf einer starken Wettbewerbsfähigkeit der deutschen Industrie beruhe. In den vergangenen Jahren seien die Lohnkosten kaum noch gestiegen und die Standortbedingungen hätten sich relativ zu Ländern wie Frankreich, Großbritannien und Italien stark verbessert. Daher sei Deutschland keineswegs eine Basarökonomie, meint das Institut. Jedoch zweifelt das IW Köln die Wirkung der internationalen Arbeitsteilung auf die Fertigungstiefe der Industrie(n) nicht an. Im Einklang zu Sinns Ausführungen attestiert das IW Köln eine Zunahme der Wachstumsrate der exportinduzierten Importe (exportabhängige Vorleistungsimporte aus dem Ausland) in Deutschland, Schweden, den Niederlanden und Italien. Für Deutschland stufen das ifo-Institut und auch das IW Köln diese Entwicklung im internationalen Vergleich als relativ hoch ein. Allerdings wird diese beschäftigungsbedrohliche Entwicklung bisher überkompensiert durch das Wachstum der exportinduzierten Wertschöpfung. Das Institut der deutschen Wirtschaft schlussfolgert: „Dass die Erzeugnisse der hiesigen Fabriken auf dem Weltmarkt trotz der hohen Arbeitskosten weiter so gut mithalten können, liegt nicht zuletzt daran, dass die Unternehmen günstig Vorleistungen in Niedriglohnländern einkaufen können. So gesehen ist das Etikett Basarökonomie eher als ein Kompliment für eine gelungene internationale Arbeitsteilung zu verstehen, denn als Kritik am Standort D(eutschland).“
Das Statistische Bundesamt hat sich ebenfalls mit der Basarthese auseinandergesetzt: „Auch wenn man davon ausgeht, dass sich der Importanteil der Exporte im Zeitraum 1995 bis 2002 dämpfend auf das BIP ausgewirkt hat, wurde dies überkompensiert von der positiven Wirkung der stark gestiegenen Exportnachfrage nach heimischen Produkten.“ Laut Bundesamt entwickelte sich der Anteil der Exporte aus inländischer Wertschöpfung von 1995 bis 2002 von 70,3 % auf 61,2 %. Der Anteil der für Exportgüter erbrachten Wertschöpfung an der Wirtschaftsleistung stieg von 1995 bis 2002 sogar von 16,2 % auf 20,8 %.
Das DIW kommt zu dem Ergebnis, dass Deutschland ein Gewinner der Globalisierung sei. Die Behauptung, es werde zunehmend Wertschöpfung aus Deutschland in wettbewerbsfähigere Länder verlagert, ist nach Analyse des DIW falsch. Die Wertschöpfung in Deutschland nimmt (sowohl absolut als auch relativ zum Bruttoinlandsprodukt) aufgrund des Außenhandels zu und stabilisiert damit zunehmend die wirtschaftliche Entwicklung in Deutschland.
Das Handelsblatt kritisierte am 17. Oktober 2005 Sinns Hypothese einer Basarökonomie unter der Überschrift „Sinns Märchen vom Basar“ als falsch und gefährlich. Dabei beruft sich der Verfasser Olaf Storbeck auf die Studien vom Sachverständigenrat und vom Statistischen Bundesamt.
All diesen Kritikern warf Sinn in seinem 2005 veröffentlichten Buch Die Basarökonomie vor, seine These falsch zu interpretieren. Er habe nicht den Rückgang der inländischen Exportwertschöpfung im Vergleich zur gesamtwirtschaftlichen Wertschöpfung, sondern einen Rückgang der inländischen Exportwertschöpfung pro Exporteinheit festgestellt, und dies sei durch die empirischen Fakten klar belegt.
Nach Ansicht der Friedrich-Ebert-Stiftung ist die der Basarökonomiethese zugrundeliegende Modellannahme, dass rigide (zu hohe) Löhne einen Exportboom verursachen, theoretisch und praktisch unplausibel. Die naheliegende alternative Erklärung sei, das Deutschland an der holländischen Krankheit leide, dass nämlich super-wettbewerbsfähige Exportsektoren über den Wechselkursmechanismus zu einer Aufwertung der Währung und damit einer Verbilligung von Importen führen, wodurch binnenmarktorientierte Produktionssektoren an Wettbewerbsfähigkeit verlieren.

## Internationaler Vergleich

### USA, Japan und Deutschland

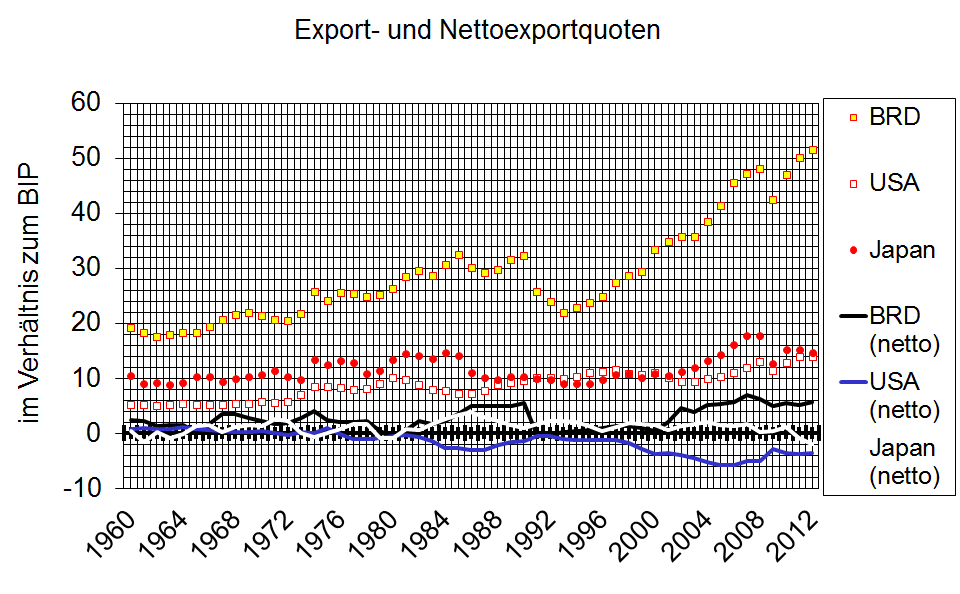
Exporte und Exportüberschüsse im Verhältnis zum BIP

In der Abbildung sind für die Triadenländer, also die drei größten Volkswirtschaften der Welt, die Exporte im Verhältnis zum jeweiligen BIP dargestellt, außerdem der Nettoexport im Verhältnis zum BIP. Steigende Exportquoten deuten auf eine zunehmende Handelsverflechtung der Welt (Globalisierung).
Demnach ist Deutschland führend beim Verhältnis zwischen Exporten an Waren und Dienstleistungen zum BIP; auch erzielt Deutschland einen beachtlichen Exportüberschuss (Exporte minus Importe). Da aber definitorisch der Saldo von Exporten und Importen größengleich, jedoch mit entgegengesetztem Vorzeichen dem Kapitalfluss sein muss, reflektiert dieser dauerhafte Exportüberschuss gleichzeitig auch den dauerhaften Kapitalzufluss in Form von Devisen. Sinn interpretiert diese Bilanzgleichung der Volkswirtschaftlichen Gesamtrechnung so, als ob dies die Inlandsinvestitionen und damit die Nachfrage nach Arbeit im Inland schwäche.
Die USA dagegen sind seit Jahren im Außenhandel (Waren und Dienstleistungen zusammengenommen) im Minus. Entsprechend erzielen die USA einen erheblichen Kapitalabfluss. Insofern liegt hier der Gegenpol zur deutschen Situation vor.
Die Importquote (Importe im Verhältnis zum BIP) ergibt sich in der Abbildung als Differenz zwischen Export- und Nettoexportquote.

### Basarökonomie China
China hat gegenüber den USA einen großen Außenhandelsüberschuss, gegenüber Japan, Südkorea und Taiwan aber ein hohes Außenhandelsdefizit. Die beiden letzteren Volkswirtschaften wiederum beziehen viele Vorprodukte aus Japan. China mit seinen billigen Arbeitskräften wird zur Weiterverarbeitung von Vorprodukten genutzt, die ursprünglich aus Japan kommen, in Südkorea und Taiwan eine erste Weiterverarbeitung erfahren, im Billiglohnland China selbst dann vollends fertiggestellt werden und dann in die USA oder in die EU geliefert werden.

## Belege
1. ↑  Exportweltmeister Deutschland – Titel auf Zeit? (Memento vom 15. November 2010 im Internet Archive) – PDF des Statistischen Bundesamtes
2. 1 2  Sachverständigenrat zur Begutachtung der gesamtwirtschaftlichen Entwicklung, Jahresgutachten 2004/05, S. 481–482, Rn 467
3. ↑  Sachverständigenrat zur Begutachtung der gesamtwirtschaftlichen Entwicklung, Jahresgutachten 2004/05, S. 480–481
4. ↑  (IW Köln 2005, Endbericht)
5. ↑  Institut der deutschen Wirtschaft,  Eigentlich ein Kompliment (Memento vom 14. Juli 2014 im Internet Archive)
6. ↑  Deutsches Institut für Wirtschaftsforschung, Wochenbericht des DIW Berlin 40/04,  Deutschland ist keine Basarökonomie
7. ↑  handelsblatt.com: Sinns Märchen vom Basar, abgerufen am 9. März 2011
8. ↑  Die Basar-Ökonomie. Deutschland: Exportweltmeister oder Schlusslicht?; bspw. Einleitung
9. ↑  Friedrich-Ebert-Stiftung, Michael Dauderstädt, Sind unsere Löhne zu hoch? Schlaflose Nächte in der Basarökonomie, Februar 2006, S. 7